# Gardenia leschenaultii
Gardenia leschenaultii är en måreväxtart som beskrevs av David Nathaniel Friedrich Dietrich. Gardenia leschenaultii ingår i släktet Gardenia och familjen måreväxter. Inga underarter finns listade i Catalogue of Life.